# Dipôle électrostatique d'une boule
Soit une boule, de rayon R, de polarisation uniforme, donc de moment dipolaire {\displaystyle {\vec {p}}=Vol\cdot {\vec {P}}}.
Le champ électrique créé par cette boule est le même que celui d'une sphère chargée en surface par une densité surfacique de révolution {\displaystyle \sigma (\theta )=Pcos\theta }.

## Champ et potentiel créés
Comme la distribution est à support compact, le champ au loin (r>>R) comme celui créé par le dipôle p.[Quoi ?]
Il est extraordinaire de constater que cela est vrai pour tout r > R !
{\displaystyle {\vec {E}}(M)={\frac {p}{4\pi \epsilon _{0}r^{3}}}\cdot {\bigl (}2\cos \theta {\vec {u_{r}}}+\sin \theta {\vec {u_{\theta }}}{\bigr )}={\frac {P}{3\epsilon _{0}}}{\frac {R^{3}}{r^{3}}}\cdot {\bigl (}2\cos \theta {\vec {u_{r}}}+\sin \theta {\vec {u_{\theta }}}{\bigr )}}
ou encore :
{\displaystyle {\vec {E}}(M)={\frac {1}{4\pi \epsilon _{0}\cdot r^{3}}}\cdot {\bigl (}3{\vec {u_{r}}}({\vec {p}}\cdot {\vec {u_{r}}})-{\vec {p}}{\bigr )}={\frac {R^{3}}{\epsilon _{0}\cdot r^{3}}}\cdot {\bigl (}{\vec {u_{r}}}({\vec {P}}\cdot {\vec {u_{r}}})-{\frac {1}{3}}{\vec {P}}{\bigr )}}
Pour r < R, le champ est uniforme :
{\displaystyle {\vec {E_{0}}}=-{\vec {P}}/3\epsilon _{o}={\frac {P}{3\epsilon _{0}}}\cdot {\bigl (}-cos\theta {\vec {u_{r}}}+\sin \theta {\vec {u_{\theta }}}{\bigr )}}
Le diagramme électrique est donc évident à tracer.
On obtient donc les potentiels suivants :
(r>R) :{\displaystyle V(M)={\frac {{\vec {p}}\cdot {\vec {r}}}{4\pi \varepsilon _{0}r^{3}}}={\frac {R^{3}}{r^{3}}}{\frac {{\vec {P}}\cdot {\vec {r}}}{3\varepsilon _{0}}}}
(r<R) :{\displaystyle V(M)={\frac {{\vec {P}}\cdot {\vec {r}}}{3\epsilon _{o}}}}

## Démonstration
On peut faire le calcul ; mais la démonstration la plus rapide est "bluffante" : la solution existe et est unique ; il suffit donc de vérifier que div E = 0 et rot  E = 0, et que les conditions limite à l'infini sont réalisées (c'est exact) et sur la sphère aussi : 
{\displaystyle E_{ext}-E_{int}={\frac {Pcos(\theta )}{\epsilon _{o}}}.{\vec {u_{r}}}={\frac {\sigma (P)}{\epsilon _{o}}}.{\vec {n}}(P)}(c'est exact aussi).

## Cas-limite R tendant vers zéro
On a, à ce moment-là, pour le petit volume V, où l'intégrale du champ vaut Vol.Eo = - P/3{\displaystyle \epsilon _{o}} par  -4{\displaystyle \pi /3}.p. {\displaystyle \delta (r)}.
Au total {\displaystyle {\vec {E}}(M)={\frac {1}{4\pi \epsilon _{o}}}[{\frac {1}{r^{3}}}(3({\vec {p}}{\vec {u}}){\vec {u}}-{\vec {p}})-{\frac {4\pi }{3}}{\vec {p}}\cdot \delta (r)}]